# Ferrari 330P4

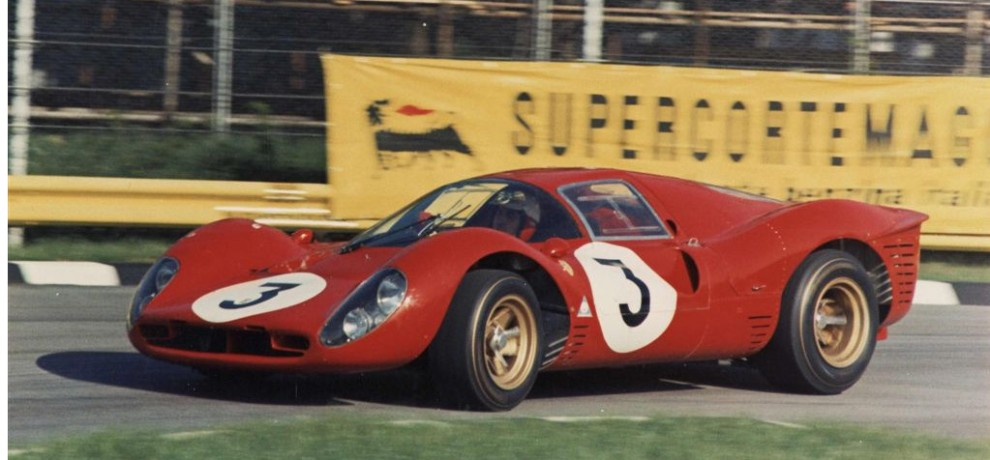
Lorenzo Bandini im Ferrari 330P4 beim 1000-km-Rennen von Monza 1967

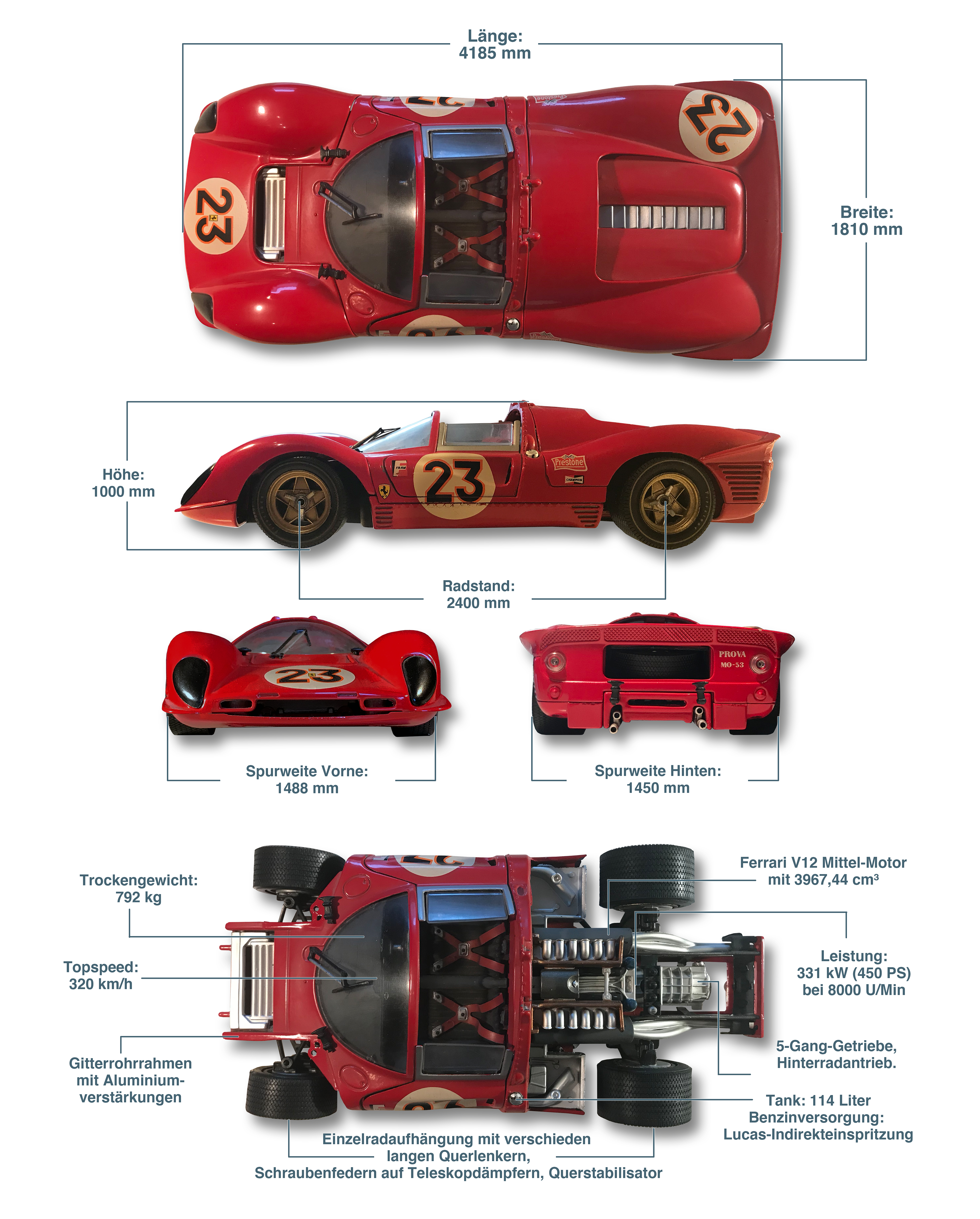
Ferrari 330P4 (Berlinetta-Version)
Technische Basis-Informationen

Der Ferrari 330P4 war ein Rennsportwagen, den die Scuderia Ferrari 1967 in der Sportwagen-Weltmeisterschaft einsetzte.

## Entwicklungsgeschichte
Der 330P4 war die konsequente Weiterentwicklung des 330P3 aus dem Jahr 1966. Der Motorentechniker Franco Rocci überarbeitete den V12-Motor, der ursprünglich für den Ferrari 312F1 entwickelt worden war und in diesem Monoposto eingesetzt wurde. Im Formel-1-Wagen diente der Motorblock als tragendes Element; ein Konzept, das auch in den weit schwereren Prototypen übernommen wurde. Der Block wurde daher verstärkt und mit neu entwickelten Zylinderköpfen ausgestattet. Erstmals erhielt ein Ferrari-Motor drei Ventile pro Zylinder: jeweils zwei Einlassventile und ein Auslassventil. Durch diese Maßnahmen konnte die Leistung auf 450 PS bei 8000 min−1 gesteigert werden.
Ferrari verzichtete auf ein ZF-Getriebe und baute ein eigenes Fünfganggetriebe. Im Unterschied zum P3 wurde die Spur verbreitert, um breitere Felgen aufnehmen zu können. Die Scheibenbremsen wurden bei den Hinterrädern außen platziert und durch breite, in den Türen befindliche Öffnungen gekühlt. Piero Drogo, der für die Karosserie verantwortlich war, führte an ihr nur einige Detailverbesserungen durch, sodass die P4 äußerlich nur schwer von den P3 zu unterscheiden waren.

## Renngeschichte
Der P4 wurde ausschließlich vom Werksteam eingesetzt. Beim historischen Ferrari-Dreifachsieg beim 24-Stunden-Rennen von Daytona kamen zwei P4 auf die ersten beiden Ränge in der Gesamtwertung. Chris Amon und Lorenzo Bandini siegten vor dem Duo Mike Parkes/Ludovico Scarfiotti. Auch beim 1000-km-Rennen von Monza feierte die Scuderia mit dem P4 einen Doppelsieg und sicherte sich Ende der Saison mit zwei Punkten Vorsprung auf Porsche den Titel in der Weltmeisterschaft.

## Verbleib
Es wurden insgesamt nur vier Fahrzeuge hergestellt: drei neue 330 P4 und ein Ex-P3-Chassis.
Seitdem hat das Schicksal dieser vier Autos viel Aufmerksamkeit erregt.
- 0846 wurde 1966 zuerst als 330 P3 aufgebaut und ist von den 3 Exemplaren der einzige "Spyder". Ende 1966 wurde das Fahrzeug als Grundlage für den neuen P4 verwendet und teilweise an das "Gruppe 4"-Reglement für 1967 angepasst. Ferrari behauptet, dass zum  0846 keine Unterlagen mehr existieren, da die Scuderia beschloss, das Chassis wegen seines früheren Unfalls und Brandschadens in Le Mans (1967) zu verschrotten. Angeblich wird die ursprüngliche Fahrgestellnummer aber in Ferraris Büchern immer noch als vorhandenes Chassis vermerkt, befände sich also somit immer noch in deren Besitz.
- 0856 wurde ursprünglich als Berlinetta gebaut, aber 1967 von der Fabrik in einen Spyder für das Rennen Brands Hatch umgebaut, in diesem Zustand verblieb es bis heute und befindet sich derzeit in kanadischem Besitz.
- 0858 war ursprünglich eine Berlinetta, wurde aber 1967 von Ferrari ebenfalls in die Spyder-Version für Brands Hatch umgebaut. Später im Jahr wurde das Fahrzeug dem Reglement der 350er Can-Am-Serie angepasst. Jetzt, mit einer P4 Berlinetta Karosserie ausgestattet befindet sich der Wagen in deutschem Besitz.
- 0860 war ursprünglich auch eine Berlinetta und wurde 1967 auch zu einem Spyder für Brands Hatch umgebaut. Wie 0858 wurde auch dieser Ferrari zu einem 350 Can-Am umgebaut. Durch den französischen Besitzer (in dessen Familie es sich noch heute befindet) wurde der Wagen mit einer P4 Spyder-Karosserie ausgestattet.

## Einfluss
Das Karosseriedesign des 330P4 und seines Vorgängers 330P3 war für den Designer Tom Meade eine Vorlage für seinen straßentauglichen Sportwagens Thomassima II, der 1967 für einen US-amerikanischen Kunden in Modena hergestellt wurde.

## Galerie

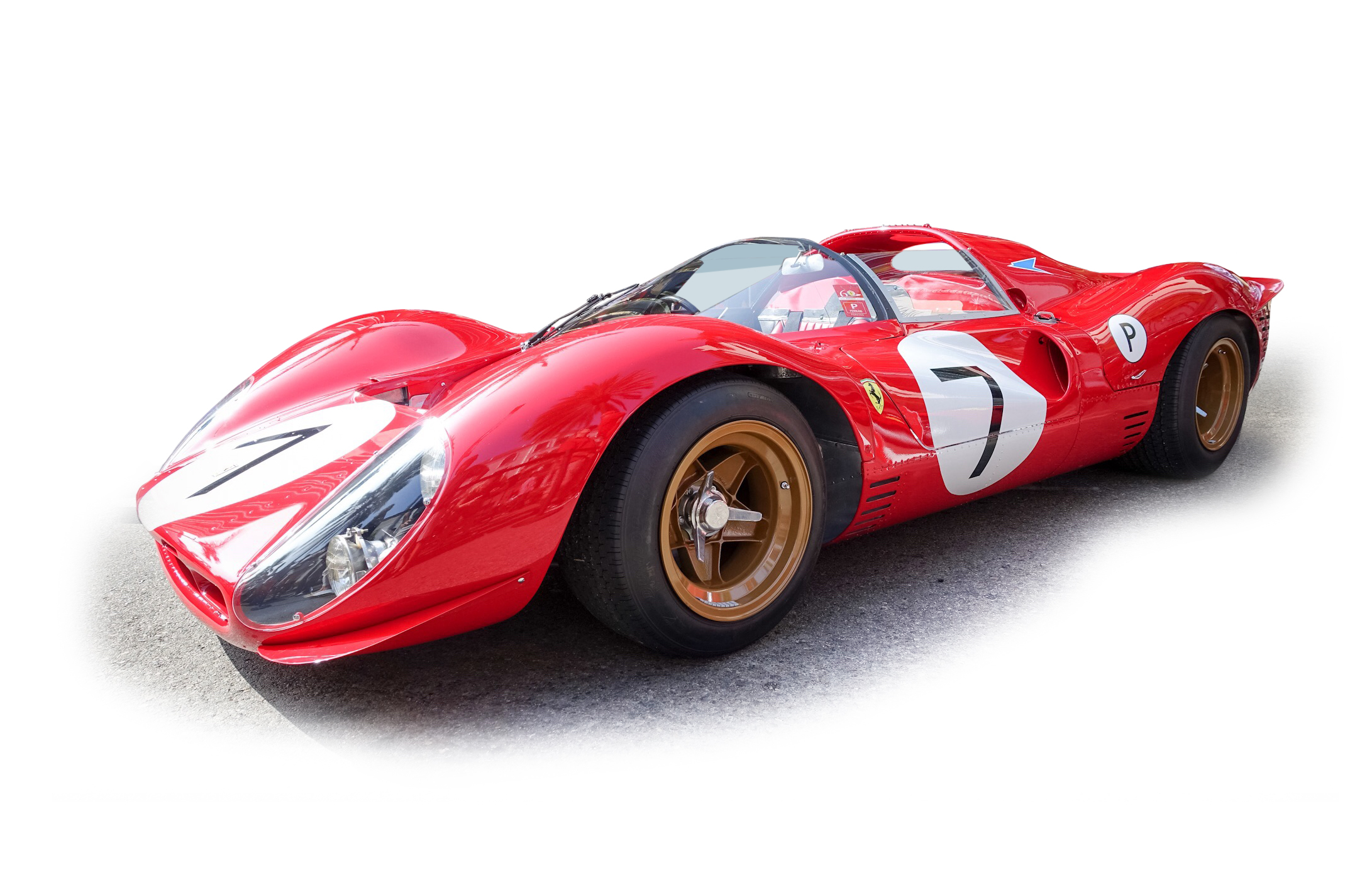
Frontansicht
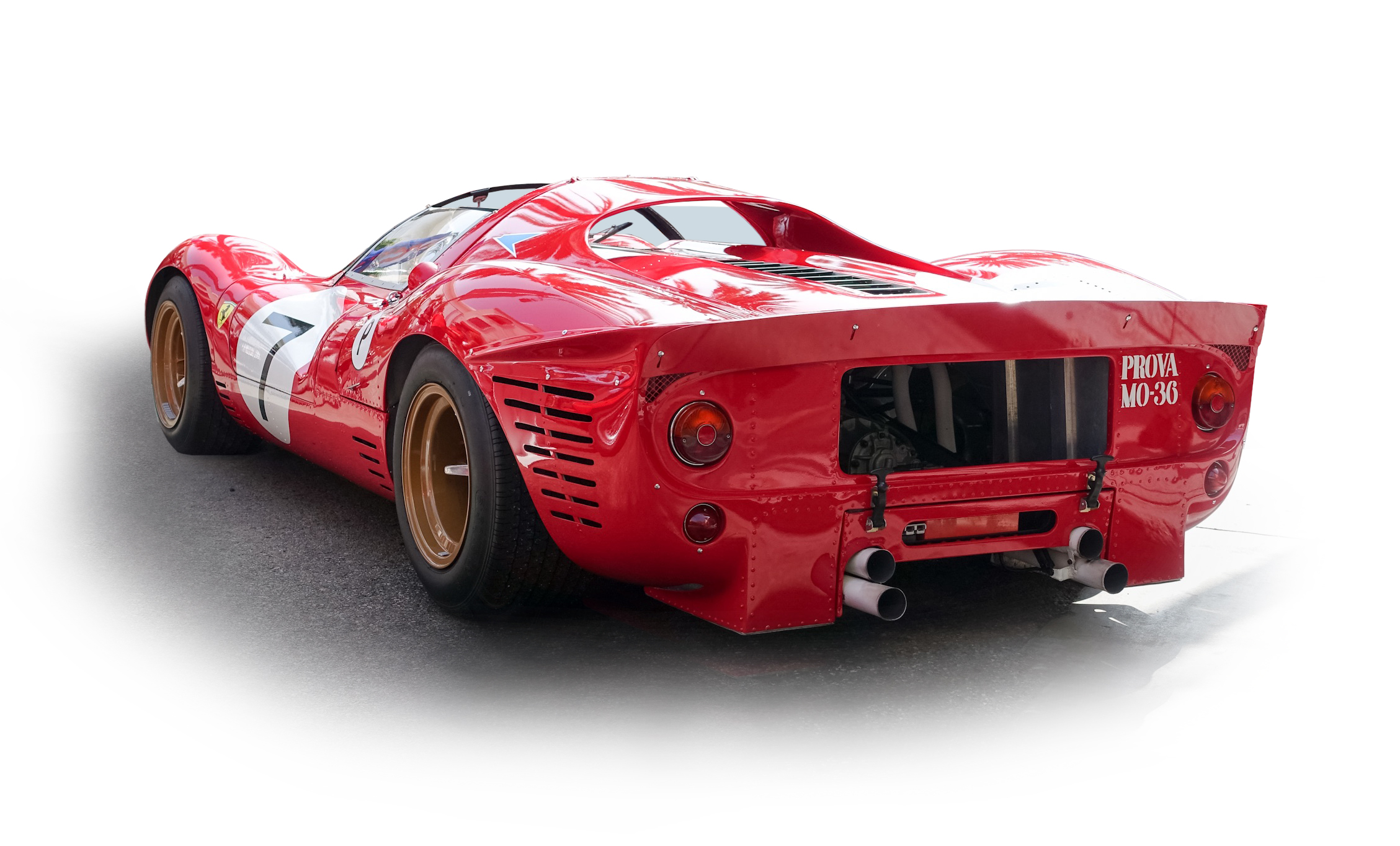
Heckansicht
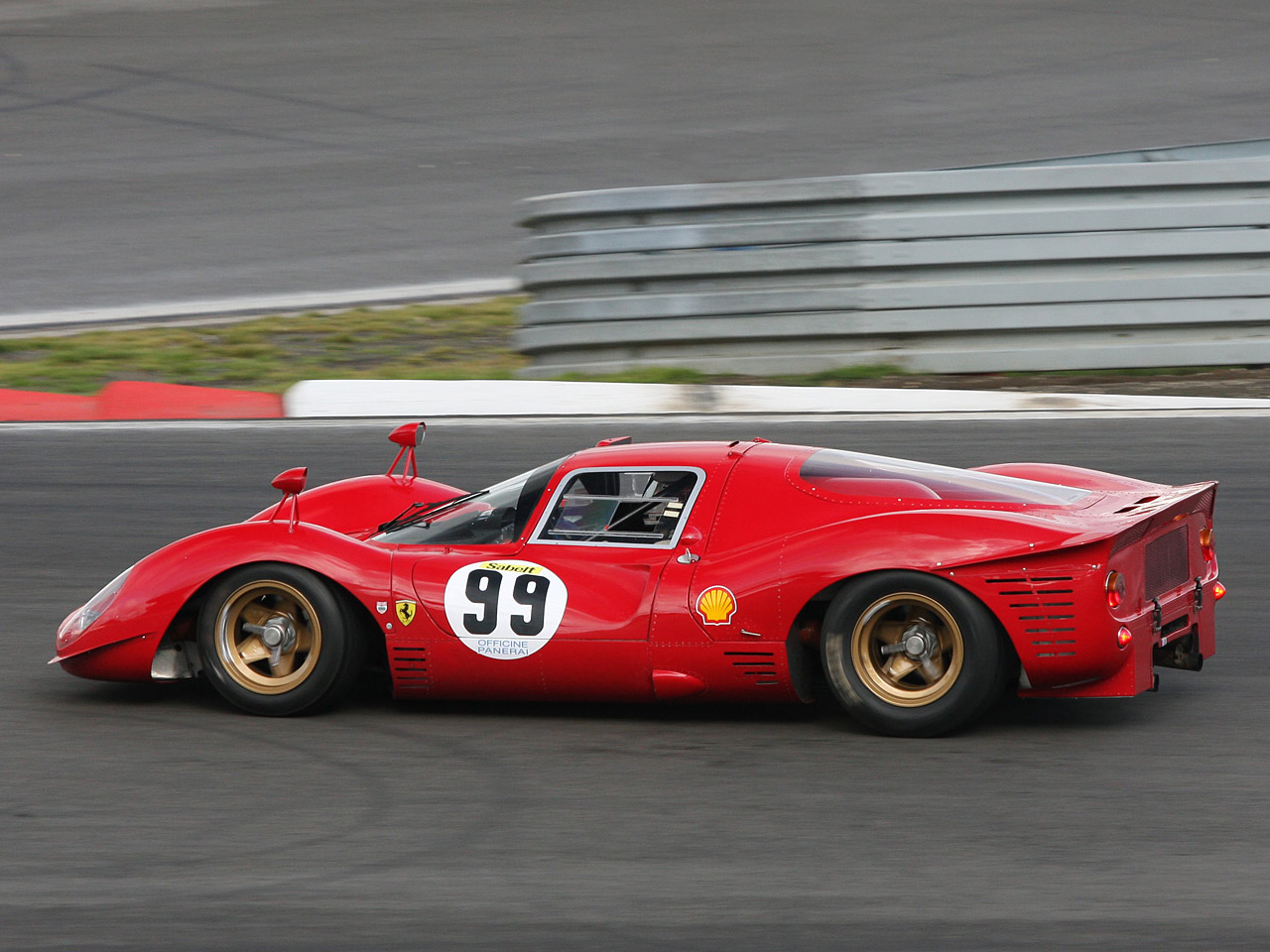
Ferrari 330 P4
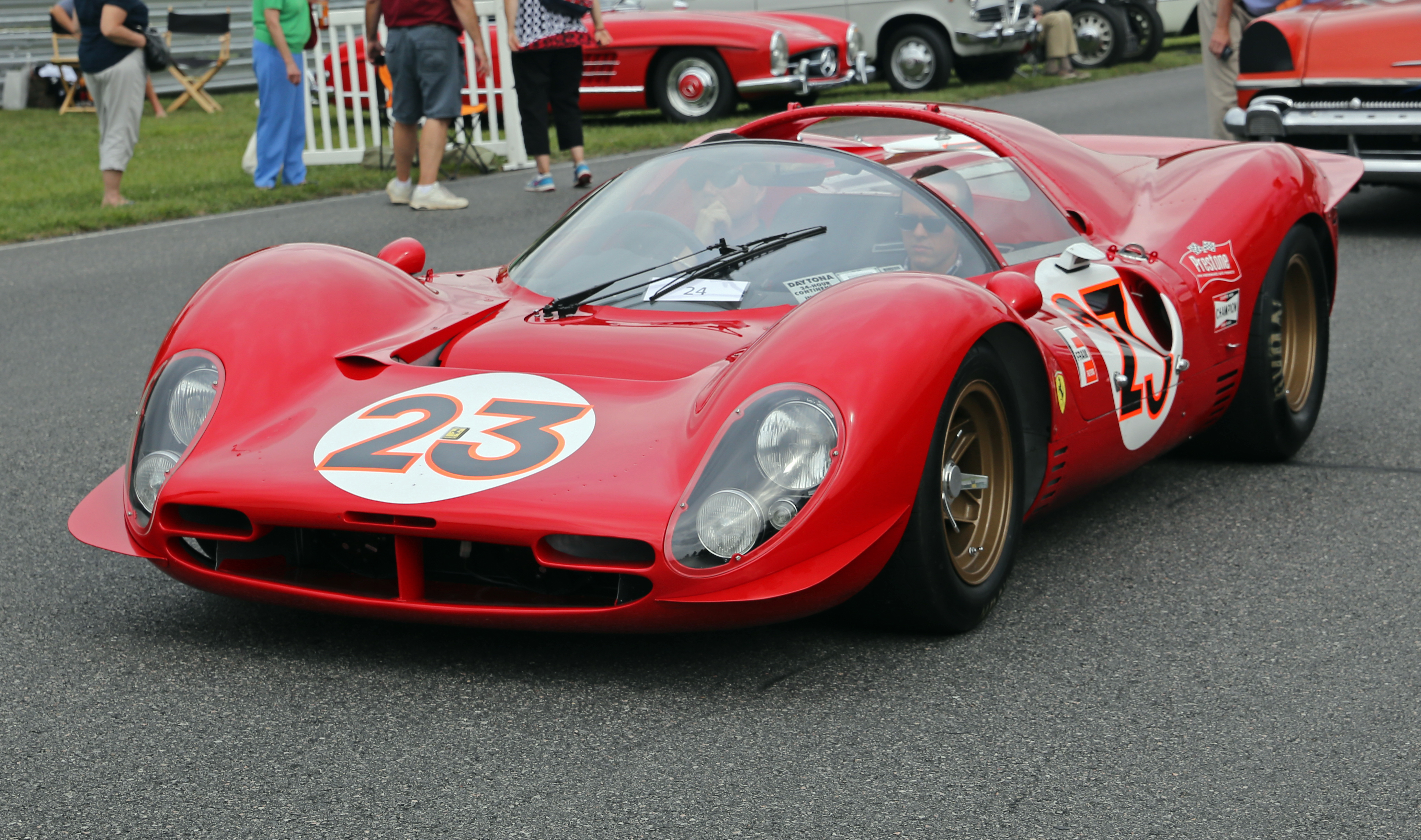
Der Ferrari P3/4 von James Glickenhaus 1966/1967.
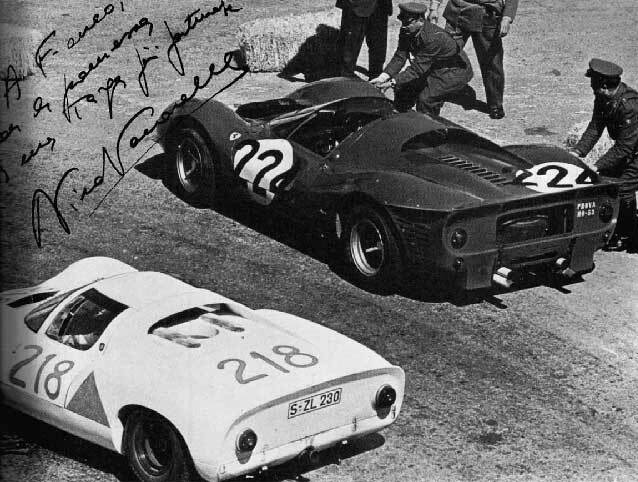
Der Ferrari 330 P3/P4 s/n 0846 von Nino Vaccarella 1966
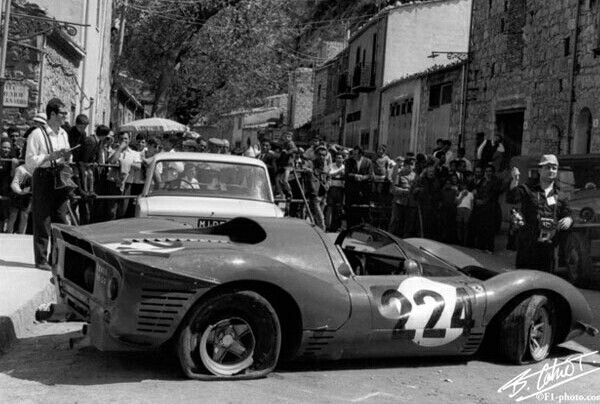
Startnummer 224 bei der Targa Florio am 14. Mai 1967